# 保安县 (金朝)
保安县，中国旧县名。
此地原为北宋在与西夏边界上，设置的保安军辖区。金朝取得此地后，在大定十二年（1172年，或称十一年），以保安军置保安县。保安县城即保安军旧城，在今陕西省志丹县。大定二十二年（1182年），保安军（或称保安县）升为保安州。元朝至元六年（1269年），保安州降为县。属延安路。明朝洪武二年（1369年），改延安路为延安府，仍隶之。隆慶元年（1567年）二月，置靖邊守禦千戶所。北有順寧巡檢司。
清朝时，保安县仍属延安府，考评：简。民国初年，全国废府，直属陕西省，后又属榆林道。
1934年2月，中国共产党攻占保安县西部，建立革命根据地，属陕甘边根据地范围。11月，在根据地建立赤安县苏维埃政府，属陕甘边苏维埃临时政府。1935年，刘志丹领导下的西北红军攻占保安县县城，成为陕甘革命根据地一部分。1936年6月，中国共产党为纪念刘志丹烈士，改名志丹县，属陕甘宁根据地。1937年，志丹县直辖于陕甘宁边区。中華民國政府仍沿用保安县一名。1948年，中華民國內政部编辑的《中華民國行政區域簡表》中，保安县为6等县，辖区面积为3268.60平方公里，人口为14850人:143。1949年时，属陕西省第二行政督察区。2005年时废止。
1962年发生反黨小說《劉志丹》案，牵涉众多。刘志丹女儿刘力贞指，文革期间，有人提议志丹县改回保安县，被总理周恩来拒绝。

## 县志
清朝顺治十八年（1661年），第一部《保安县志》成书，由知县张嗣贤、教授边桢、教谕刘谦、通判王国章、貢生王政新等人共同编写。共一册七卷，仅北京图书馆收藏一部，别无流传。咸丰六年（1856年），第二部《保安县志》成书。知县彭瑞麟纂修。訓導武东旭和前任知县吴潮生作序。共二册八卷三十四节。艺文志载诗数首，可看出保安县“贫脊荒凉之状况”。此志为手抄本，仅在中国科学院，天津、南京等图书馆收藏，未见流传。
光绪二十四年（1898年），《保安县志略》成书，由保安县知县侯鸣珂之子侯昌铭奉父命修撰。陕西延榆绥兵备道观察馬相如和知县侯鸣珂作序。共二册二卷六篇，但没有刊印。以手抄本流传。高峰编著的《陕西方志考》认为，此志在几本旧志中，为佼佼者。1950年，刘景范、王子宜、马锡五三人于西安藏书家宫逸泉处发现该志抄本，石印数百部。民国时期，曾有佚名人士编撰《保安县乡土志》。共一册不分卷，约数千字。